# Froideconche
Froideconche est une commune française située dans le département de la Haute-Saône, la région culturelle et historique de Franche-Comté et la région administrative Bourgogne-Franche-Comté.

## Géographie
Commune située au pied des Vosges, à l'est de Luxeuil-les-Bains.
Il y a 6 axes d'entrée :
1. La Zouzette (zone commerciale) par la D 6 ;
2. en venant de Raddon par la D 6 ;
3. en venant d'Esboz-Brest par la D 370 ;
4. en venant de Saint-Valbert ;
5. en venant de Saint-Sauveur par la D 311 ;
6. en venant de Breuchotte par la D 311.

### Communes limitrophes
|         | Fougerolles-Saint-Valbert | Raddon-et-Chapendu |
| Luxeuil | Froideconche              | Breuchotte         |
|         | Saint-Sauveur             | Esboz-Brest        |

### Hydrologie
La commune est baignée par les eaux de la rivière nommée « Le Breuchin » ainsi qu'un canal (creusé à main d’homme au XIIIe siècle) nommé « le Morbief » traversant de part en part Froideconche.

### Quartiers et hameaux
La commune peut être divisée en 3 zones distinctes : 
- le long du Morbief se situent les zones économiques et industrielles (Zouzette, Noyés, Corveraine) entourées d'habitations ;
- à l'ouest du Breuchin se situe l'ancien village et ses commerces, entourés de terrains agricoles ;
- à l'est du Breuchin, on trouve une zone résidentielle et agricole, le quartier du stade.

### Climat
Pour des articles plus généraux, voir Climat de la Bourgogne-Franche-Comté et Climat de la Haute-Saône.
En 2010, le climat de la commune est de type climat de montagne, selon une étude du Centre national de la recherche scientifique s'appuyant sur une série de données couvrant la période 1971-2000. En 2020, Météo-France publie une typologie des climats de la France métropolitaine dans laquelle la commune est exposée à un climat semi-continental et est dans la région climatique  Lorraine, plateau de Langres, Morvan, caractérisée par un hiver rude (1,5 °C), des vents modérés et des brouillards fréquents en automne et hiver. 
Pour la période 1971-2000, la température annuelle moyenne est de 9,8 °C, avec une amplitude thermique annuelle de 17,2 °C. Le cumul annuel moyen de précipitations est de 1 166 mm, avec 13,8 jours de précipitations en janvier et 10,3 jours en juillet. Pour la période 1991-2020, la température moyenne annuelle observée sur la station météorologique de Météo-France la plus proche, « Luxeuil », sur la commune de Saint-Sauveur à 3 km à vol d'oiseau, est de 10,8 °C et le cumul annuel moyen de précipitations est de 977,3 mm. 
La température maximale relevée sur cette station est de 38,9 °C, atteinte le 25 juillet 2019 ; la température minimale est de −25,9 °C, atteinte le 16 janvier 1966,,. 
Les paramètres climatiques de la commune ont été estimés pour le milieu du siècle (2041-2070) selon différents scénarios d'émission de gaz à effet de serre à partir des nouvelles projections climatiques de référence DRIAS-2020. Ils sont consultables sur un site dédié publié par Météo-France en novembre 2022.

## Urbanisme

### Typologie
Au 1er janvier 2024, Froideconche est catégorisée petite ville, selon la nouvelle grille communale de densité à sept niveaux définie par l'Insee en 2022.
Elle appartient à l'unité urbaine de Luxeuil-les-Bains, une agglomération intra-départementale regroupant six  communes, dont elle est une commune de la banlieue,,. Par ailleurs la commune fait partie de l'aire d'attraction de Luxeuil-les-Bains, dont elle est une commune du pôle principal,. Cette aire, qui regroupe 41 communes, est catégorisée dans les aires de moins de 50 000 habitants,.

### Occupation des sols
L'occupation des sols de la commune, telle qu'elle ressort de la base de données européenne d’occupation biophysique des sols Corine Land Cover (CLC), est marquée par l'importance des forêts et milieux semi-naturels (62,7 % en 2018), une proportion sensiblement équivalente à celle de 1990 (63,1 %). La répartition détaillée en 2018 est la suivante : 
forêts (58,7 %), prairies (14 %), zones urbanisées (11,6 %), zones agricoles hétérogènes (7,1 %), zones industrielles ou commerciales et réseaux de communication (4,6 %), milieux à végétation arbustive et/ou herbacée (4 %). L'évolution de l’occupation des sols de la commune et de ses infrastructures peut être observée sur les différentes représentations cartographiques du territoire : la carte de Cassini (XVIIIe siècle), la carte d'état-major (1820-1866) et les cartes ou photos aériennes de l'IGN pour la période actuelle (1950 à aujourd'hui).

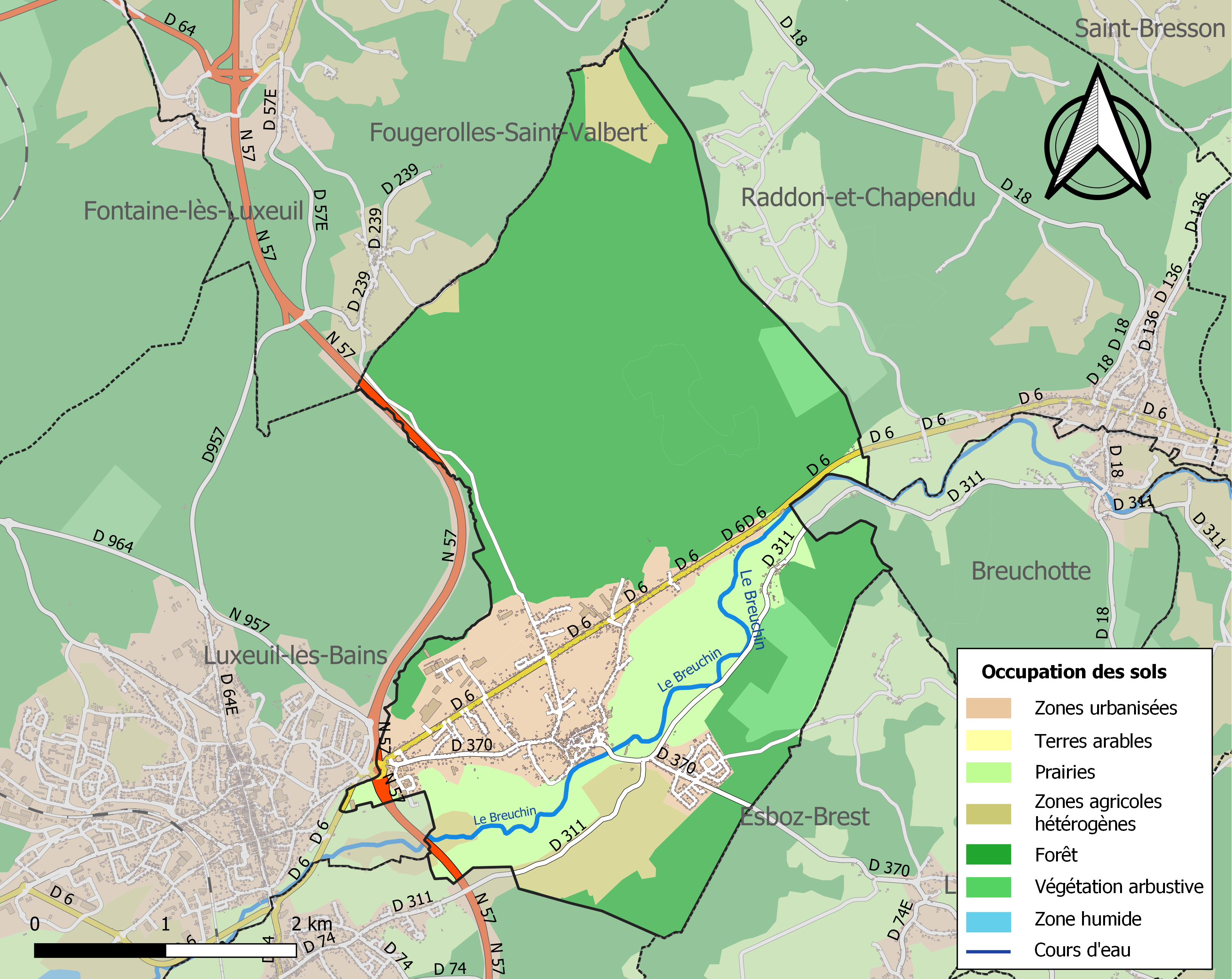
Carte des infrastructures et de l'occupation des sols de la commune en 2018 (CLC).

## Histoire
La commune disposait de 1902 à 1938 de la gare de la Corveraine sur la ligne Luxeuil-les-Bains - Corravillers des chemins de fer vicinaux de la Haute-Saône.
En septembre 1911, des biplans survolent la Haute-Saône lors grandes manœuvres de l'Est en improvisant une piste au lieu-dit « la Zouzette » à Froideconche. L'année suivante, l'aérodrome déménage sur l'emplacement actuel de la base aérienne 116 Luxeuil-Saint Sauveur,.

Les grandes manœuvres de 1911 (Luxeuil, Froideconche).
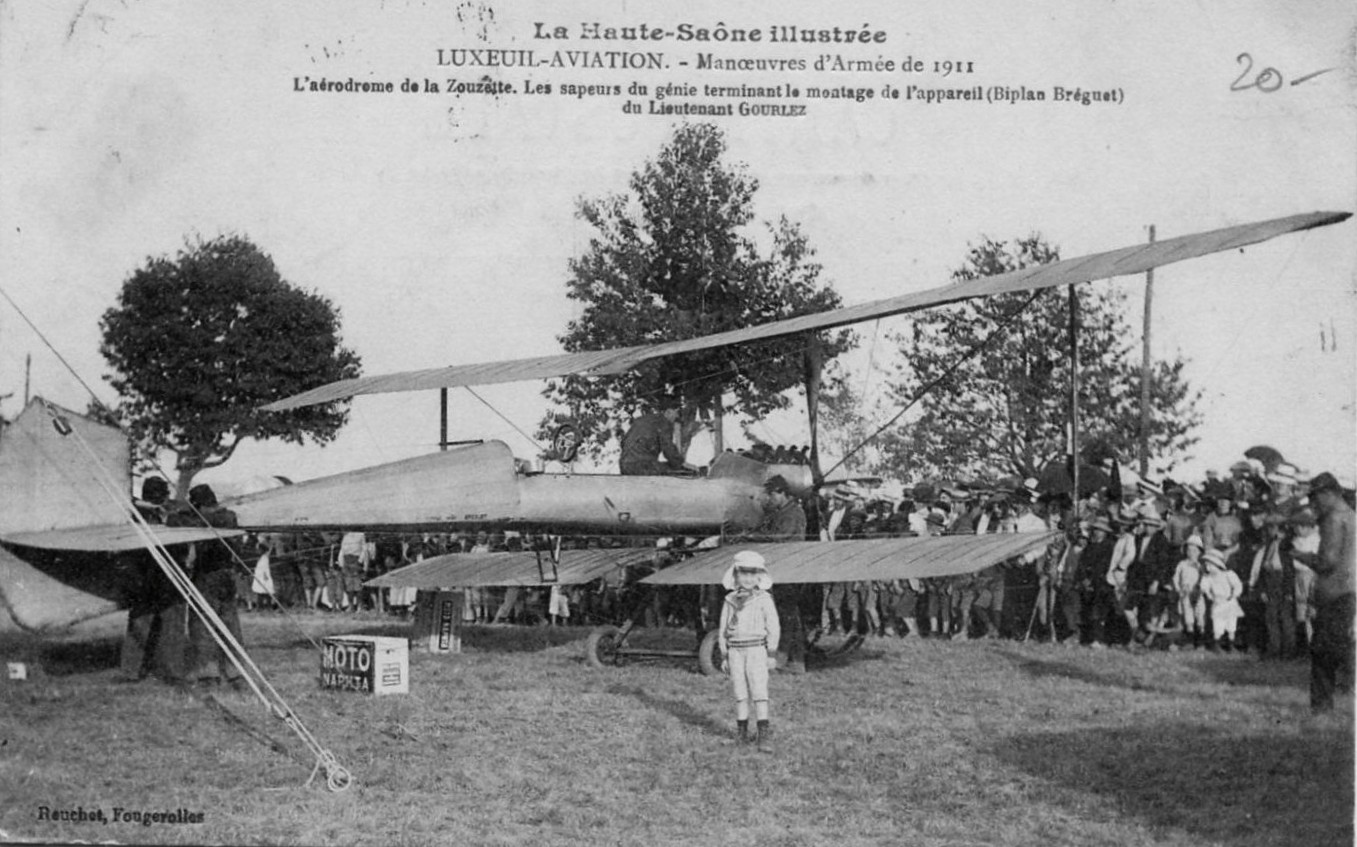
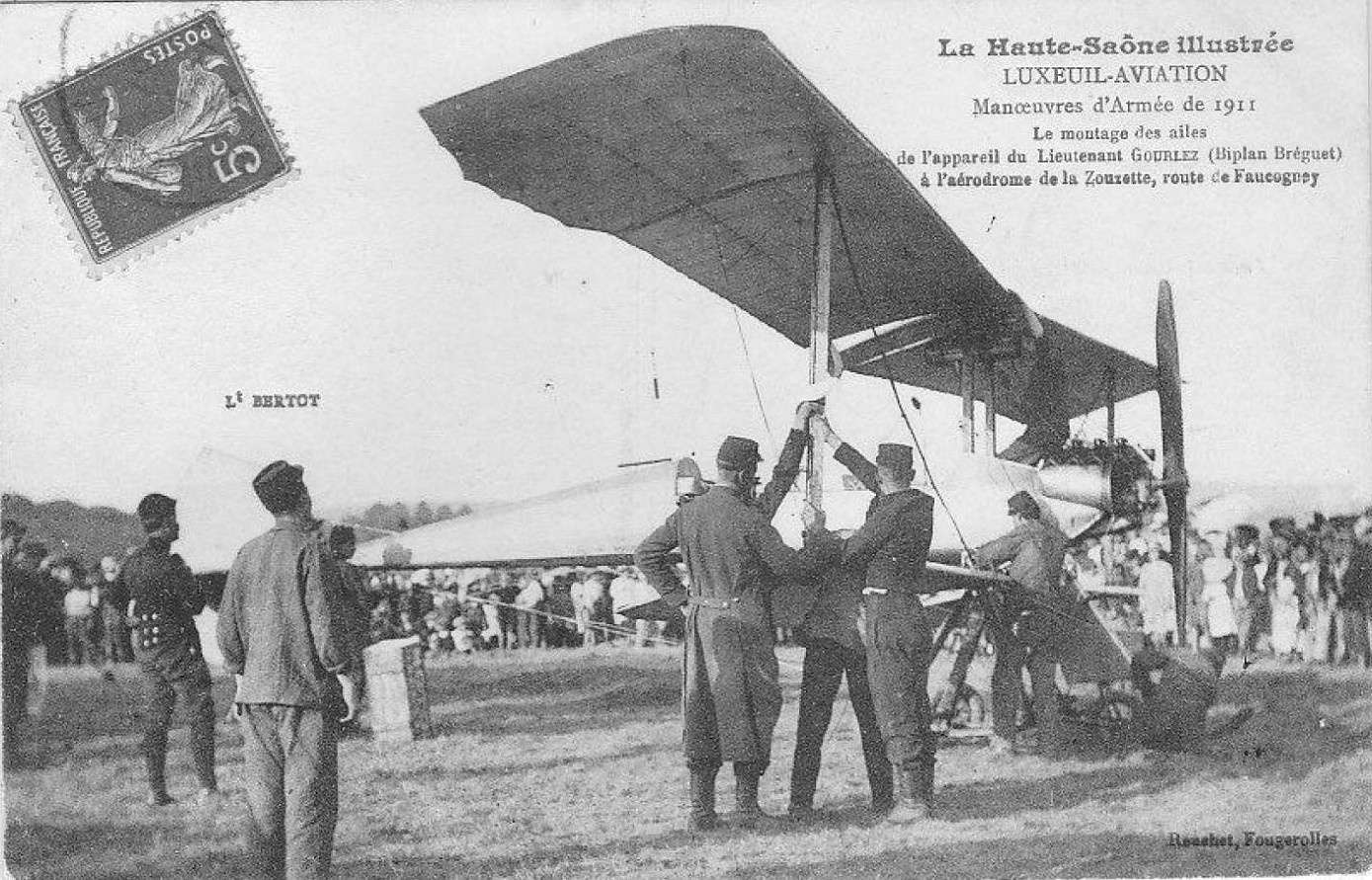

Le 3 octobre 2012, un Mirage 2000-5 de la BA 116 s'écrase sur le territoire de Froideconche, dans l'étang Labbé, au lieu-dit du Bois d'Emery. Le lieutenant-colonel taïwanais Wang Tung-Yi qui pilotait l'appareil, meurt dans l'accident,,.

## Politique et administration

Carte départementale représentant en rouge la communauté de communes du Pays de Luxeuil.

### Rattachements administratifs et électoraux
La commune fait partie de l'arrondissement de Lure du département de la Haute-Saône, en région Bourgogne-Franche-Comté. Pour l'élection des députés, elle dépend de la deuxième circonscription de la Haute-Saône.
Elle faisait partie depuis 1793 du canton de Luxeuil-les-Bains, puis, lors de sa scission en 1985, la commune a été rattachée au nouveau canton de Saint-Sauveur. Dans le cadre du redécoupage cantonal de 2014 en France, la commune est à nouveau rattachée au canton de Luxeuil-les-Bains, qui compte désormais 12 communes.

### Intercommunalité
La commune fait partie de la communauté de communes du Pays de Luxeuil créée le 15 novembre 2001

### Liste des maires

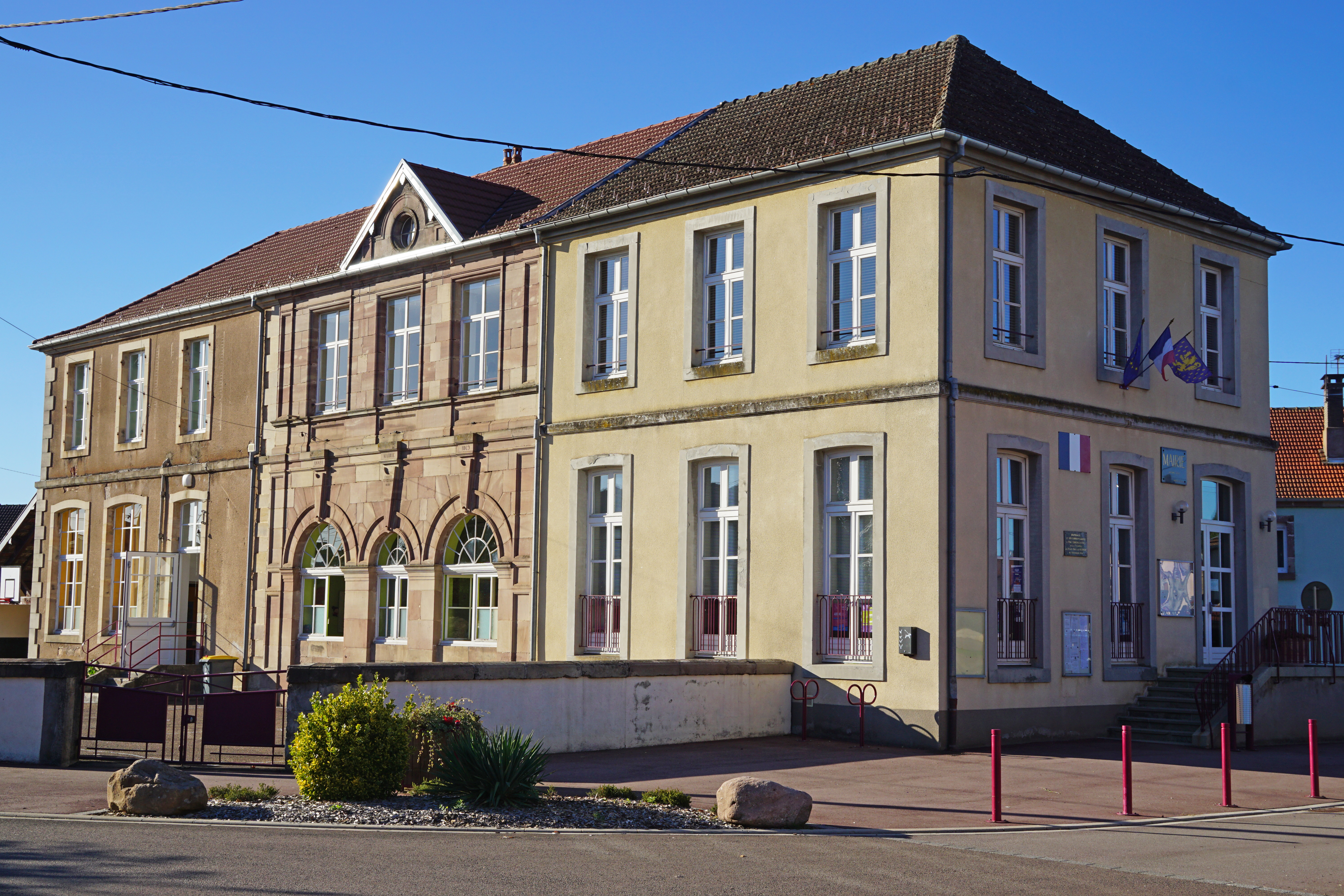
La mairie-école.

| Période                                  | Période   | Identité       | Étiquette | Qualité                                                       |
| ---------------------------------------- | --------- | -------------- | --------- | ------------------------------------------------------------- |
| Les données manquantes sont à compléter. |           |                |           |                                                               |
| mai 1945                                 | 1959 ?    | René Depreux   | RPF       | Sénateur (1946-1952)                                          |
|                                          |           |                |           |                                                               |
|                                          | 1987      | Marcel Hutin   | DVG       | Démissionnaire                                                |
| 1987                                     | mars 2014 | Henri Passard  | SE        |                                                               |
| mars 2014,                               | En cours  | Eric Petitjean | DVG       | Directeur de centre de loisirs Réélu pour le mandat 2020-2026 |

## Démographie
L'évolution du nombre d'habitants est connue à travers les recensements de la population effectués dans la commune depuis 1793. Pour les communes de moins de 10 000 habitants, une enquête de recensement portant sur toute la population est réalisée tous les cinq ans, les populations de référence des années intermédiaires étant quant à elles estimées par interpolation ou extrapolation. Pour la commune, le premier recensement exhaustif entrant dans le cadre du nouveau dispositif a été réalisé en 2004.

En 2022, la commune comptait 1 974 habitants, en évolution de −0,05 % par rapport à 2016 (Haute-Saône : −1,4 %, France hors Mayotte : +2,11 %).
| 1793 | 1800 | 1806 | 1821  | 1831  | 1836  | 1841  | 1846  | 1851  |
| ---- | ---- | ---- | ----- | ----- | ----- | ----- | ----- | ----- |
| 555  | 652  | 728  | 1 014 | 1 000 | 1 015 | 1 060 | 1 137 | 1 167 |

| 1856  | 1861  | 1866  | 1872  | 1876  | 1881  | 1886  | 1891  | 1896  |
| ----- | ----- | ----- | ----- | ----- | ----- | ----- | ----- | ----- |
| 1 046 | 1 034 | 1 073 | 1 048 | 1 097 | 1 140 | 1 183 | 1 123 | 1 123 |

| 1901  | 1906  | 1911  | 1921 | 1926 | 1931  | 1936  | 1946  | 1954  |
| ----- | ----- | ----- | ---- | ---- | ----- | ----- | ----- | ----- |
| 1 091 | 1 117 | 1 122 | 951  | 985  | 1 003 | 1 074 | 1 001 | 1 028 |

| 1962  | 1968  | 1975  | 1982  | 1990  | 1999  | 2004  | 2006  | 2009  |
| ----- | ----- | ----- | ----- | ----- | ----- | ----- | ----- | ----- |
| 1 237 | 1 452 | 1 703 | 2 041 | 2 013 | 1 973 | 1 959 | 1 992 | 1 991 |

| 2014  | 2019  | 2022  | - | - | - | - | - | - |
| ----- | ----- | ----- | - | - | - | - | - | - |
| 1 986 | 1 990 | 1 974 | - | - | - | - | - | - |

## Économie
Historiquement, l'économie de Froideconche repose essentiellement sur l'industrie du bois (de nombreux scieries, menuiseries et fabricants de meubles y sont implantés). Depuis le début des années 2000, de nouvelles entreprises s'installent dans les zones de la Zouzette et des Noyés, dans des domaines très variés (artisanat, secteurs secondaires et tertiaires).

## Culture locale et patrimoine

### Lieux et monuments

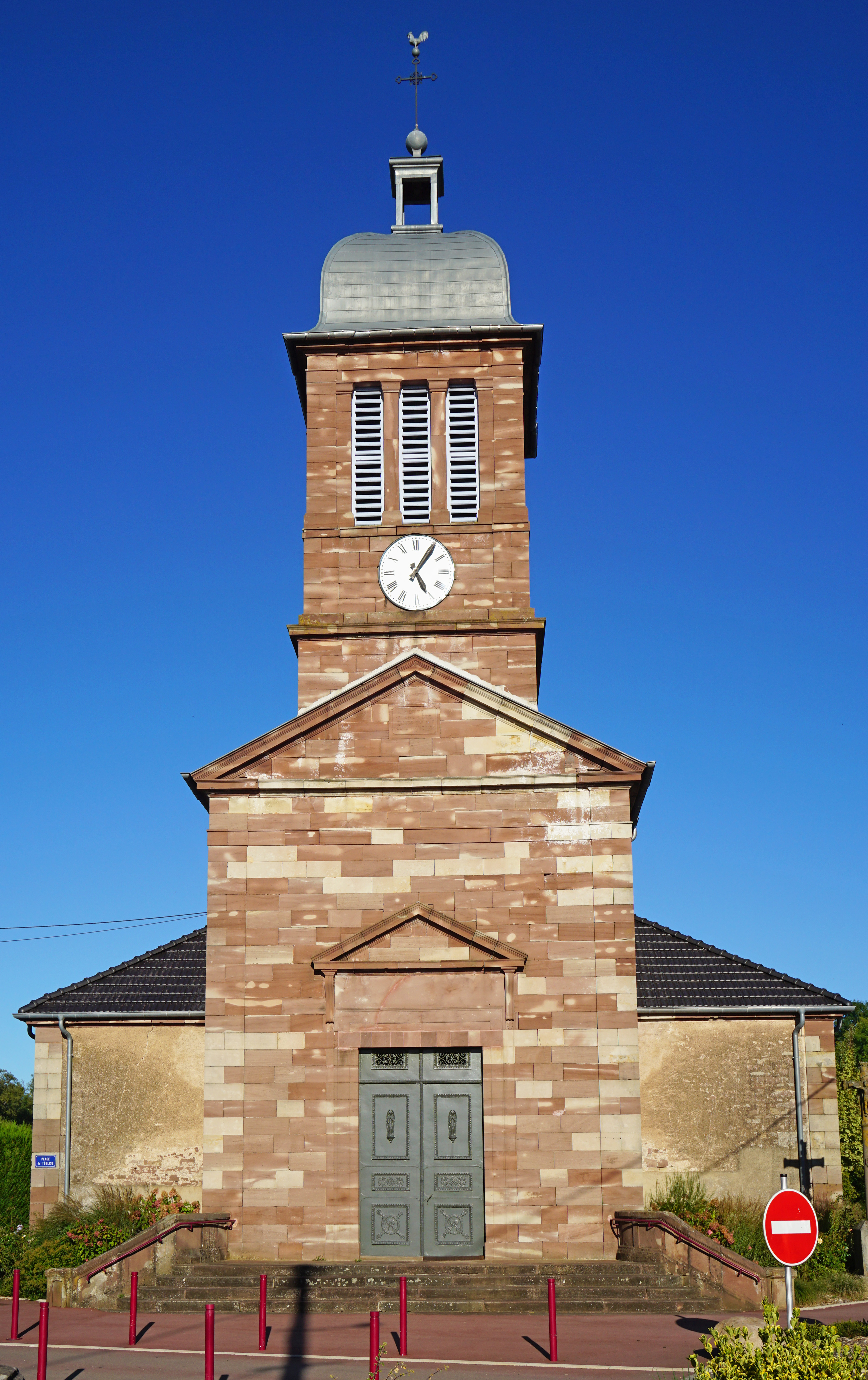
L'église.

- Église de la Sainte-Trinité.
- Chapelle de la Vierge-Marie.
- Salle polyvalente.

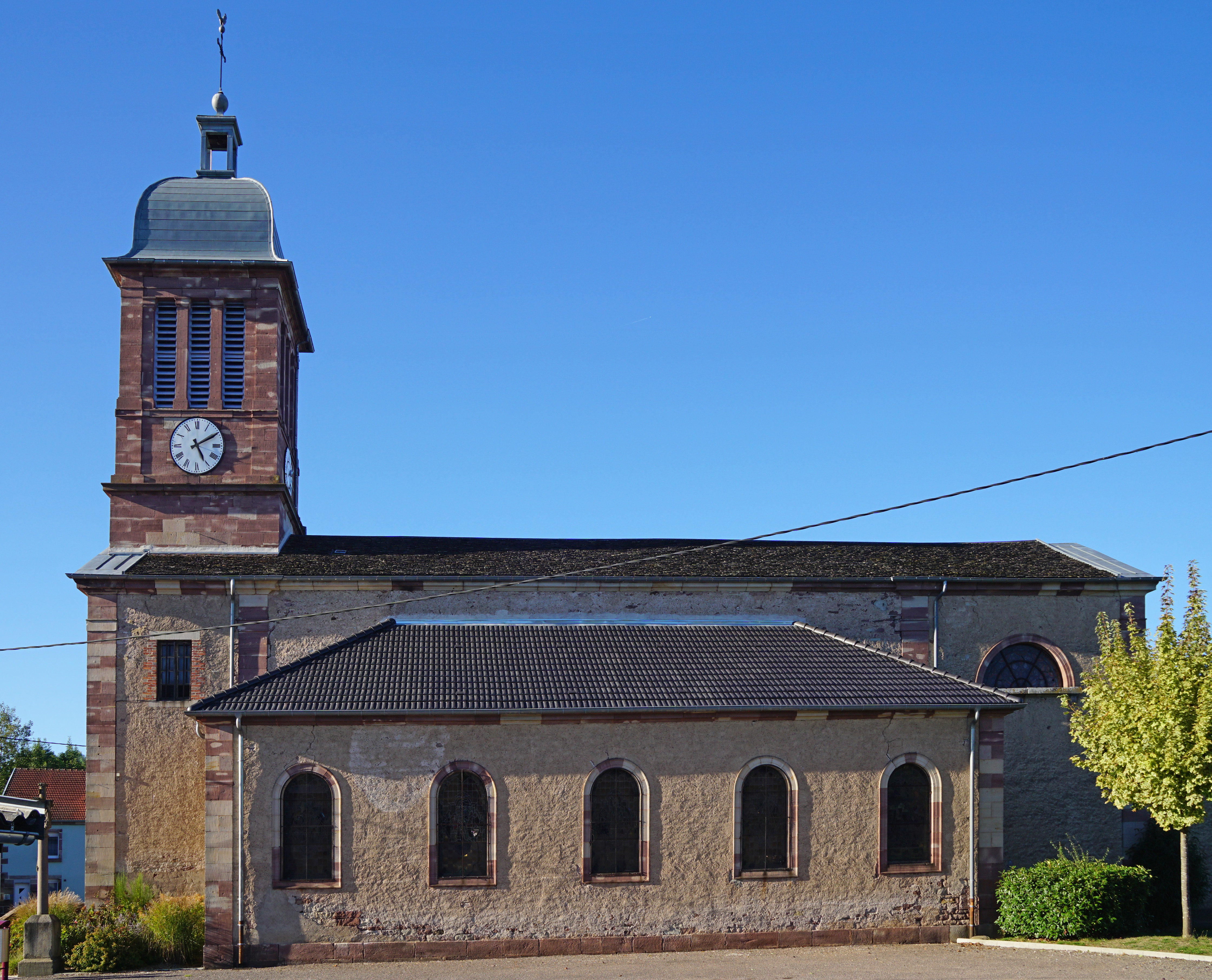
L'église de la Sainte-Trinité.
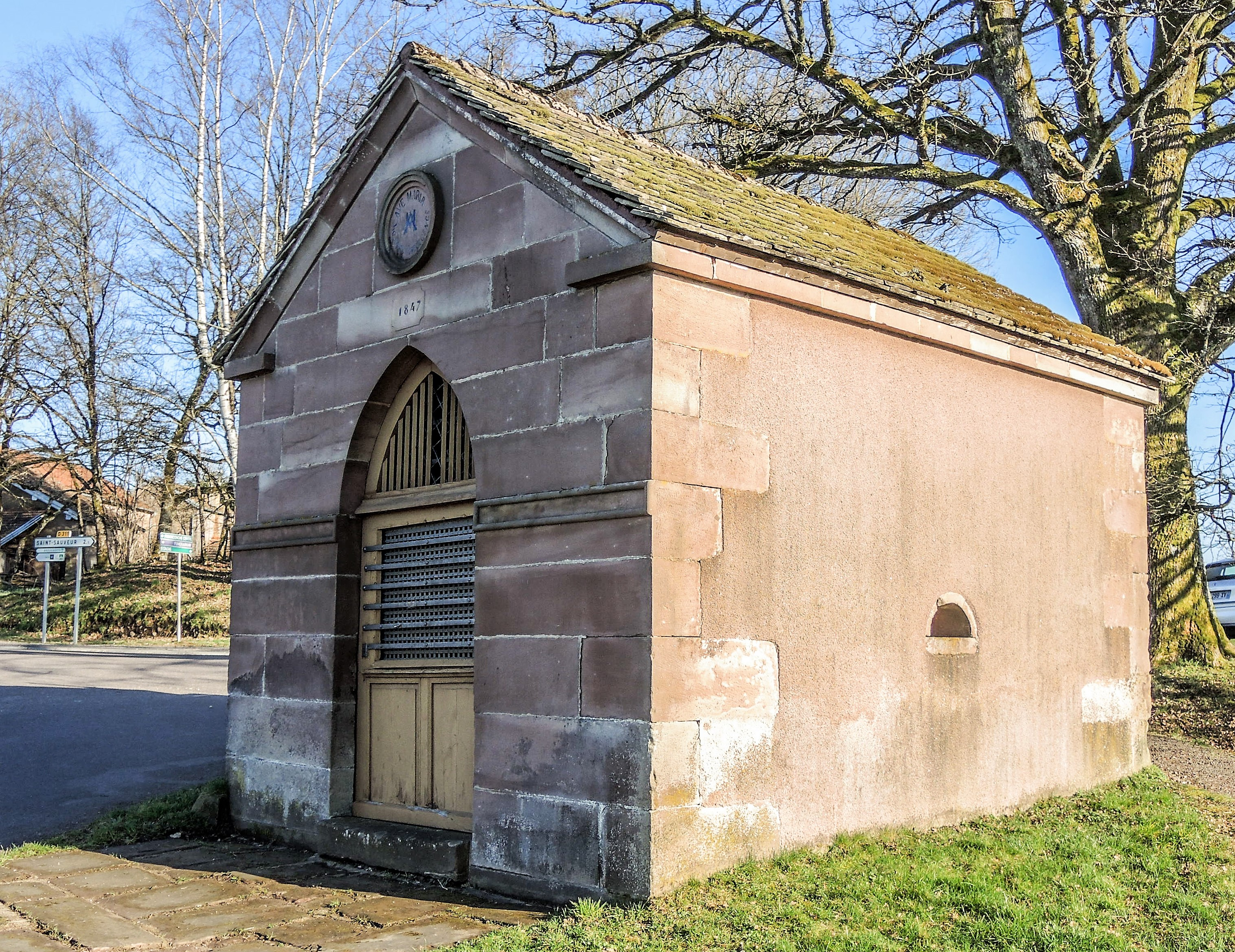
Chapelle de la Vierge-Marie.
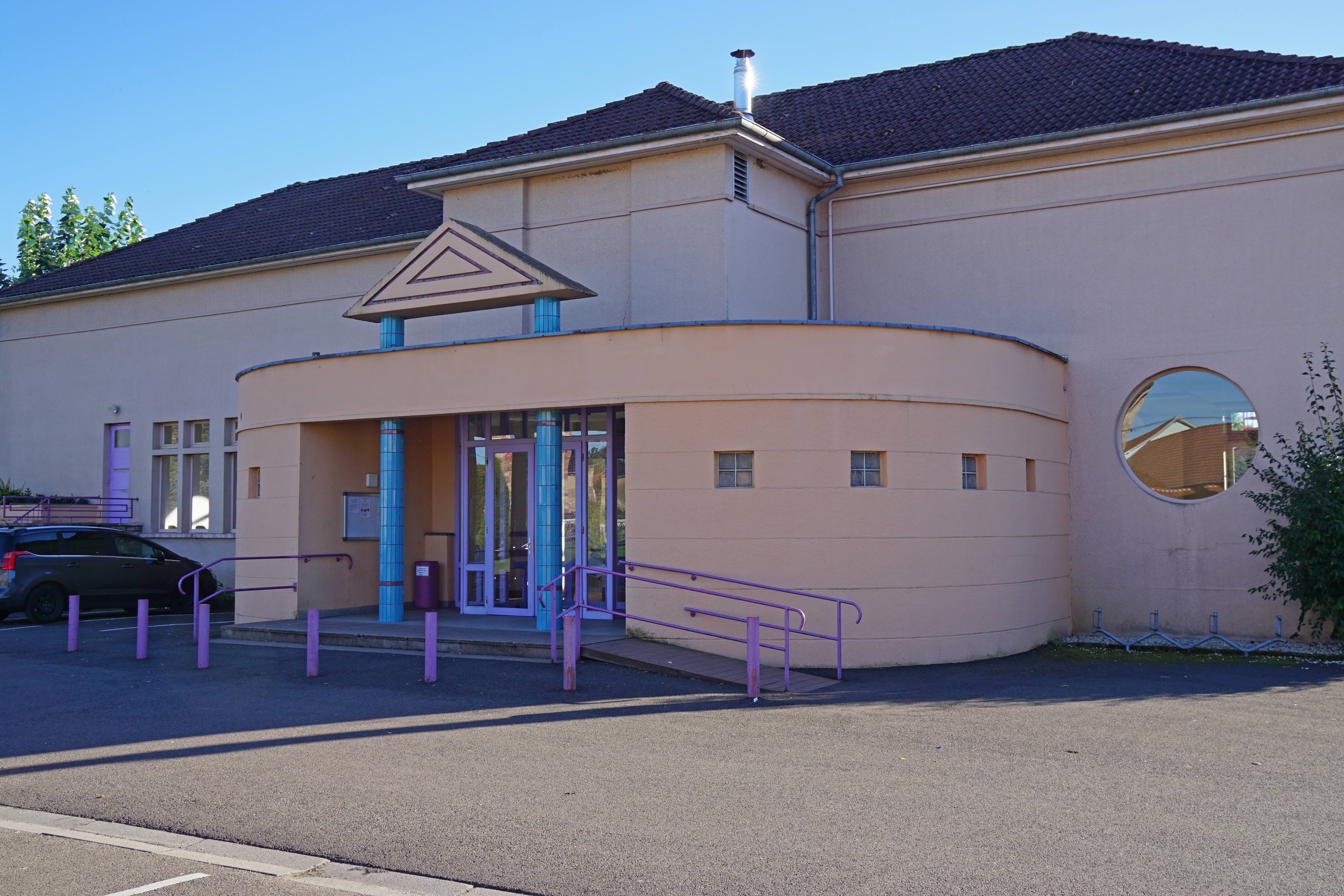
Salle polyvalente.

- Ancienne gare de la Corveraine (maintenant école maternelle).
- Nombreux lavoirs d'époques et d'architectures différentes.

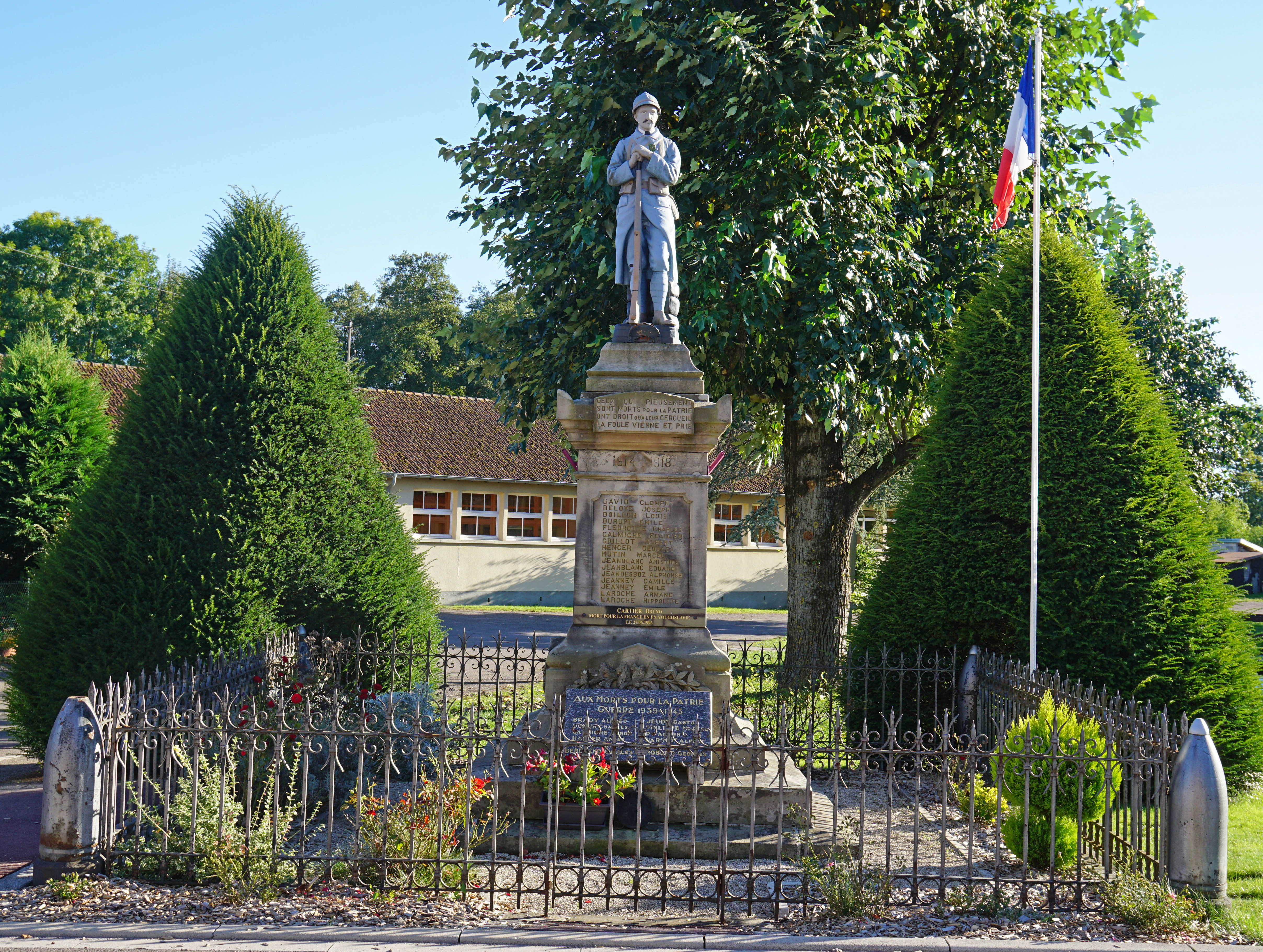
Monument aux morts.
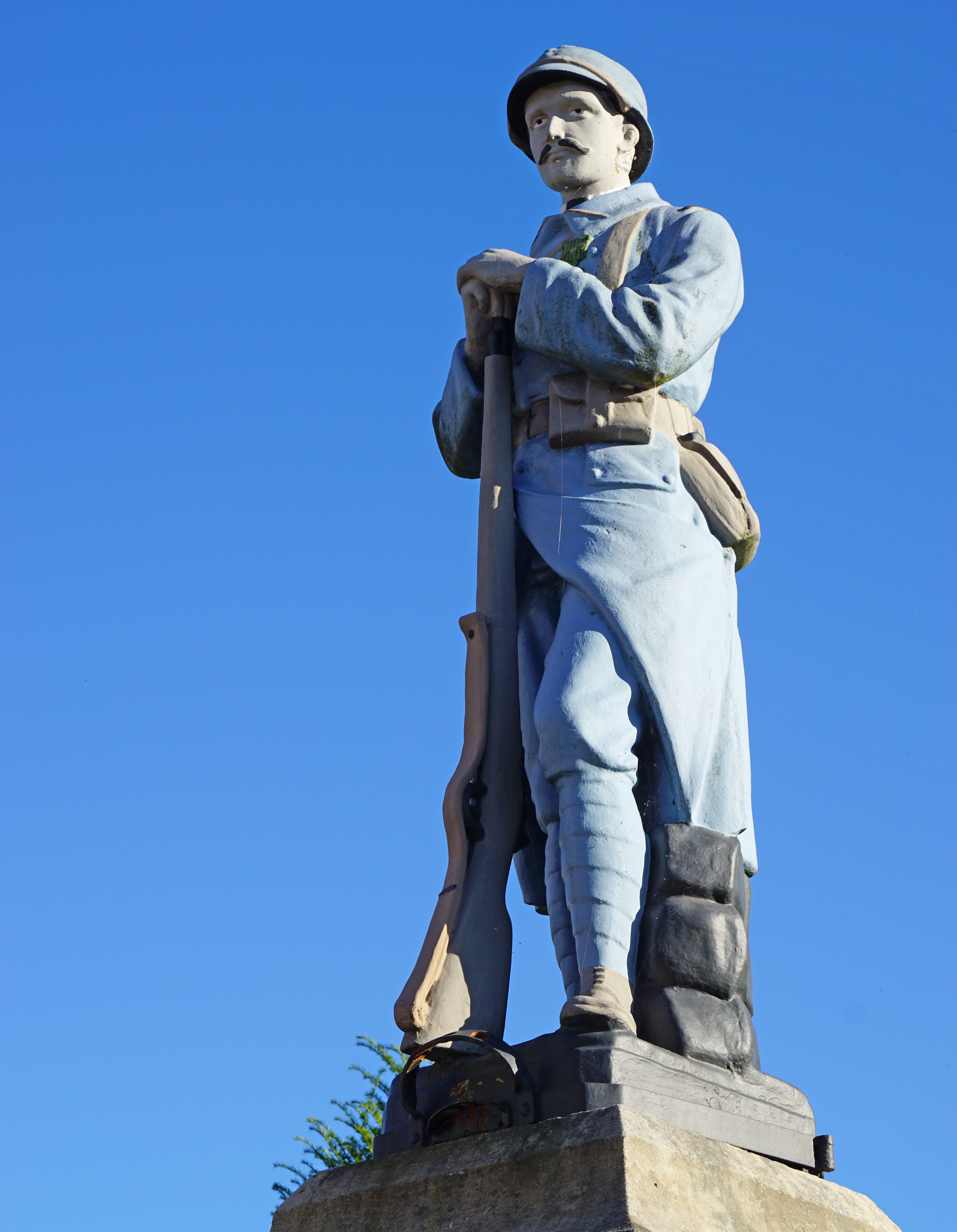
Sa statue.
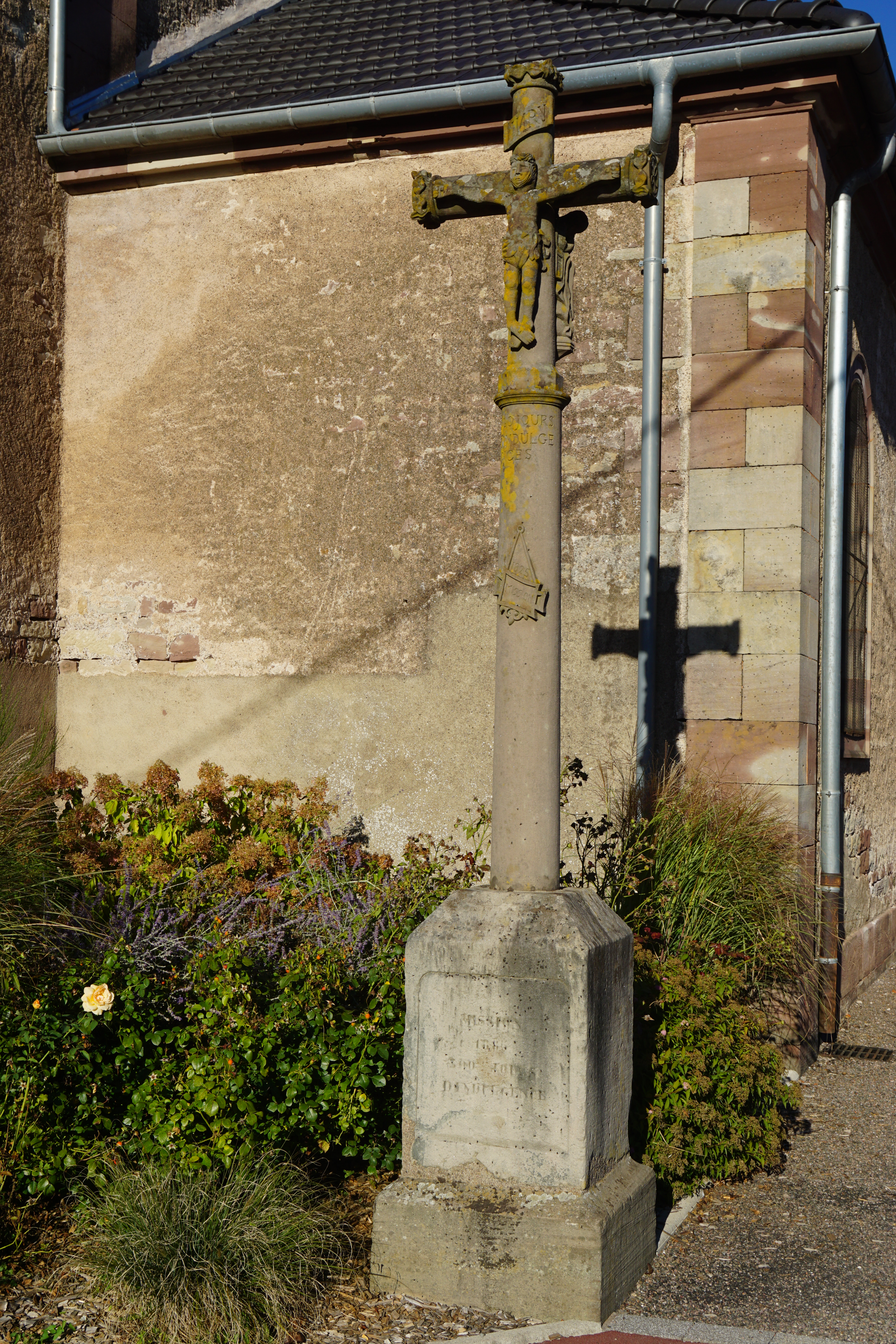
Croix.
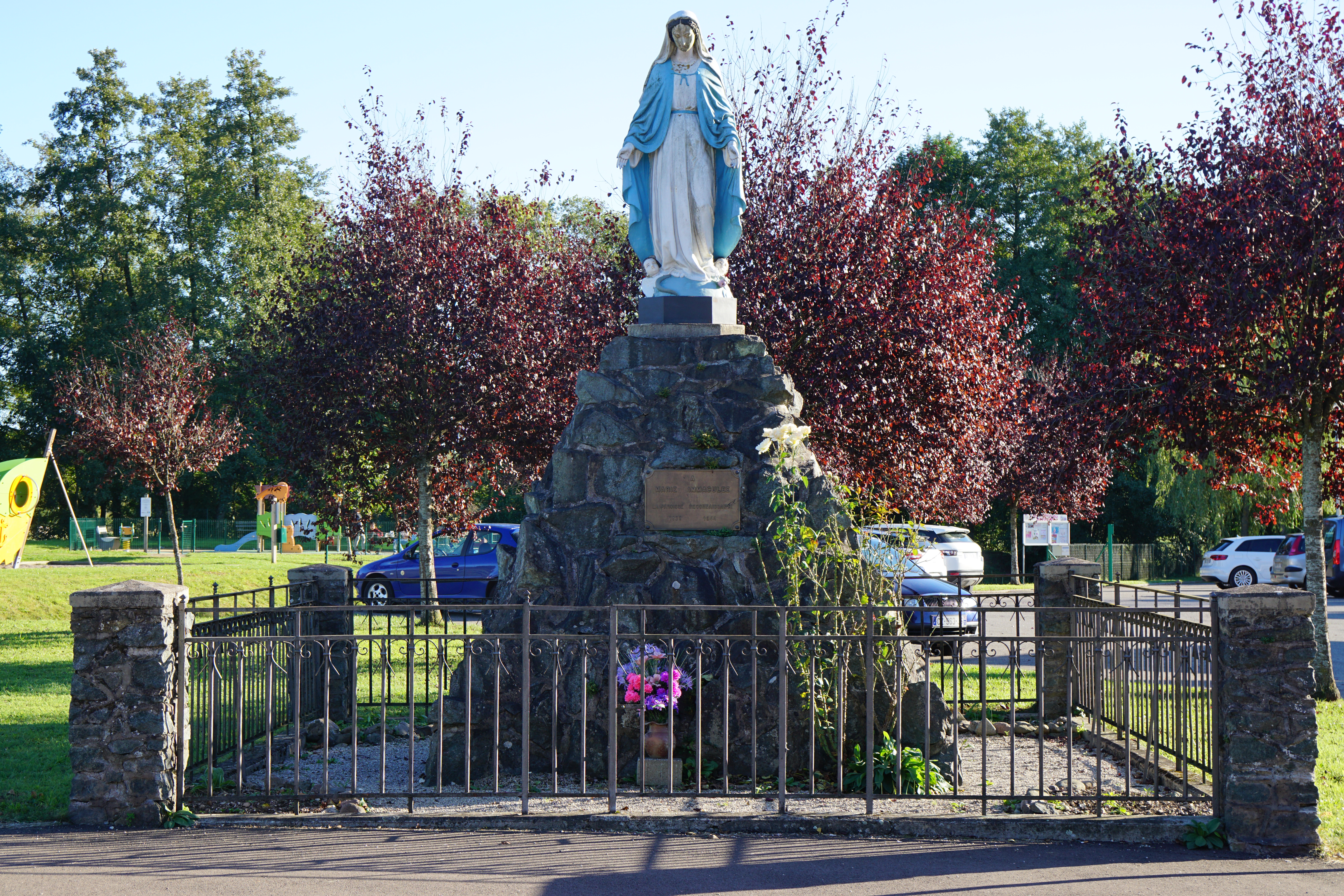
Statue de la Vierge.

### Personnalités liées à la commune

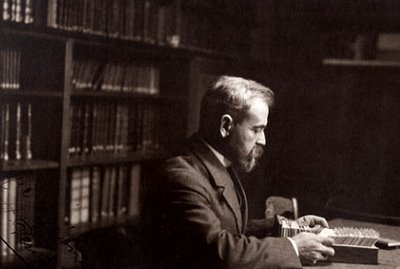
Hubert Pernot.

- Hubert Pernot (1870-1946), helléniste français.
- Magalie Thierry, Miss Haute-Saône 2005, Miss Franche-Comté, 2005 Miss Earth France 2009.
- Gabriel Faivre (1915-2009), professeur de cardiologie et membre de l'académie de médecine.

### Héraldique
| Blason de Froideconche | Blason  | D'azur à la roue dentée de huit pièces d'argent cerclées d'or, à quatre rais d'argent en croix, son moyeu carré d'or percé d'argent ; au chef parti d'un coupé-ployé haussé d'or et de sinople, et de gueules à trois clous de la Passion d'or. |
| Blason de Froideconche | Détails | Le statut officiel du blason reste à déterminer. |